# Brixworth
Brixworth es una localidad situada en el condado de Northamptonshire, en Inglaterra (Reino Unido), con una población estimada a mediados de 2016 de 5510 habitantes.
Se encuentra ubicada al suroeste de la región Midlands del Este, cerca de la frontera con las regiones de Midlands del Oeste y Sudeste de Inglaterra, y a 10 km de la ciudad de Northampton, capital del condado. Se localiza a 126 km de Londres, la capital del país.
En la localidad se encuentra el centro de desarrollo de la unidad motriz del equipo de autos de Fórmula 1 y Fórmula E, Mercedes Benz. Además se producen aquí los motores de los equipos clientes de Fórmula 1 Aston Martin, McLaren y Williams.